# セピロク・オランウータンリハビリテーションセンター

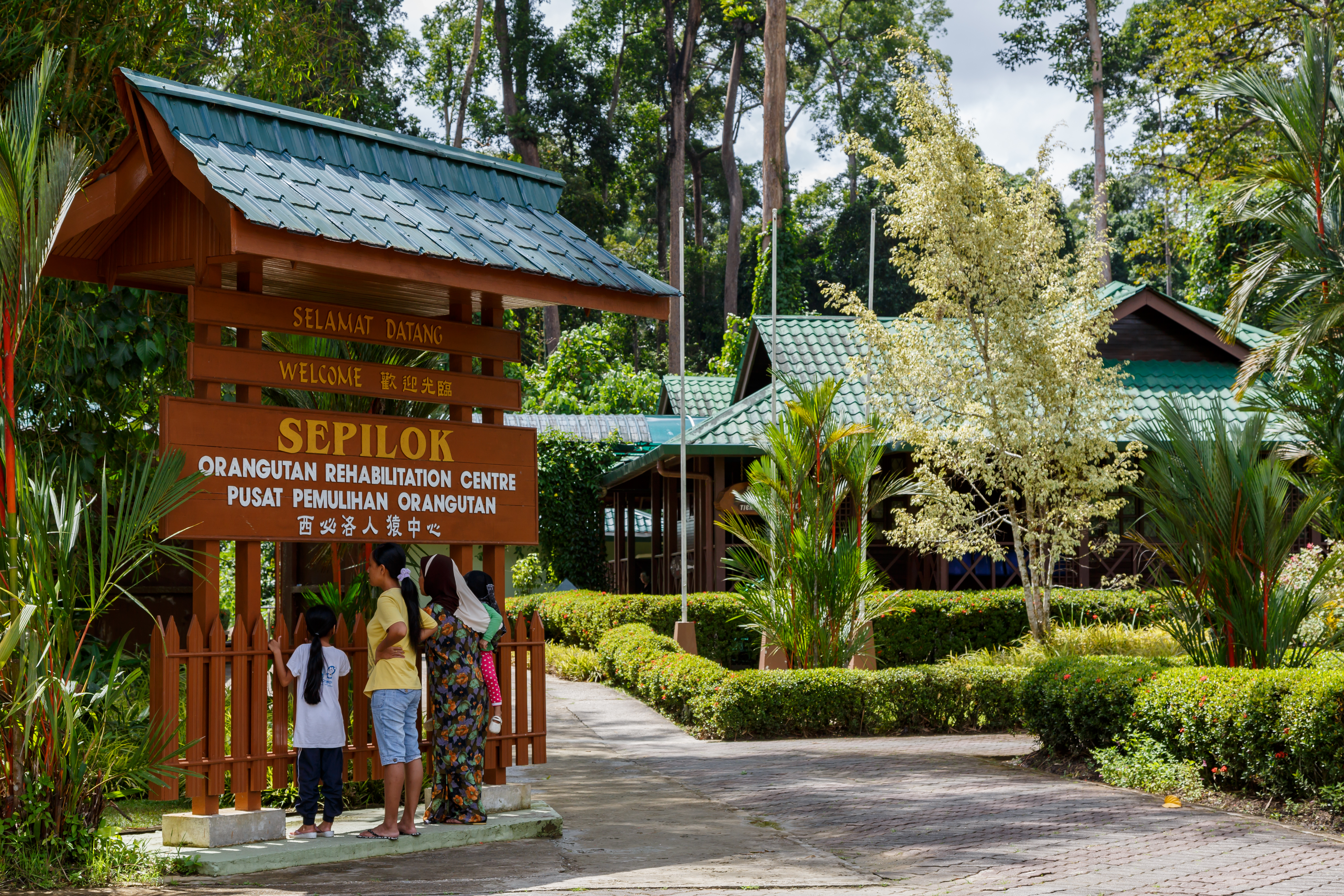
セピロク・オランウータンリハビリテーションセンター正面入口

セピロク・オランウータンリハビリテーションセンター（英語: Sepilok Orangutan Rehabilitation Centre、マレー語: Pusat Pemulihan Orangutan Sepilok）は、マレーシアのサバ州サンダカンの西約25キロメートル (24km) に位置するオランウータン保護施設である。

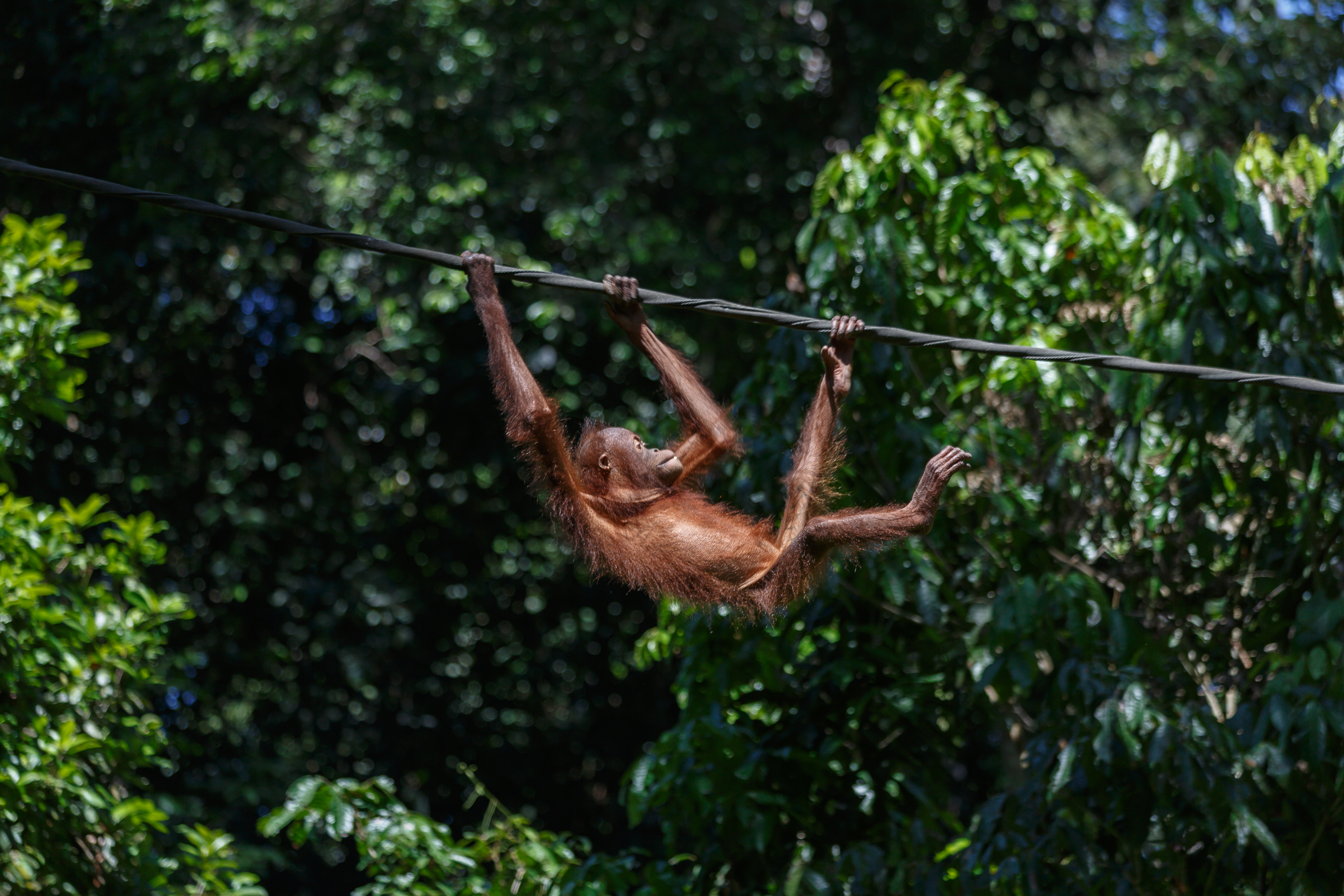
給餌場付近を渡る幼体オランウータン

このオランウータン・リハビリテーションセンターは、1964年、伐採場やプランテーションからの孤児、および密猟またはペットとして不法飼育されたオランウータン救済のため、初めて公的なオランウータン保護施設として開設された。孤児などとして収容されたオランウータンは、再び野生で生存できるよう訓練され、復帰の準備が整い次第自然に戻される。
リハビリテーション施設は、面積 4,294ヘクタール (42.94 km2) を占めるセピロク森林保護区（カビリ・セピロク保存林、英: Kabili-Sepilok Forest Reserve）の森林内にある。今日、約25頭の幼体のオランウータンが収容されるとともに、およそ60-80頭のオランウータンが保護区内で自由な生活を営んでいる。

## 沿革
サバ州のオランウータンの保全事業は、1962年に世界自然保護基金 (WWF) の援助のもとになされたバーバラ・ハリソンによる調査報告を受け、マレーシア連邦が成立した1963年に、サバ州動物相保護条令 (Fauna Conservation Ordinance, 1963) が制定されたことに始まる。施設には、1965年より10数頭のオランウータンが収容されたが、1970年代からの森林伐採の激化により、1980年代には生息地を奪われた多くの孤児個体が収容された。1993年より、サバ州内で生息地を失ったオランウータンを、タビン野生生物保護区に移送する事業が開始された。そして幼体のみ発見された場合にセピロクに収容されるようになった。この生息地の喪失は、ほぼパーム油のためのアブラヤシ・プランテーションの拡大によるものである。
サバ州野生生物局 (SWD) により運営され、サバ州で唯一のオランウータンのリハビリテーションセンターは、国内外の観光客が訪れる一大観光地となっており、入場料による収入はサバ州における野生生物の保全に活用される。